# Victorin Jasset
Victorin-Hippolyte Jasset (Fumay, 30 de març del 1862 − París, 22 de juny del 1913) fou un director francès. Fou el responsable dels primers serials, aquelles pel·lícules episodis girats cap thrillers i aventures. La seva filmografia compta amb prop de seixanta pel·lícules, la major part perdudes o en mal estat. La seva sèrie més coneguda és Nick Carter (1908-1909).

## Biografia
Debuta com decorador i sastre de teatre i fa les pantomimes al Hipòdrom de Montmartre, futur Gaumont-Palace, on Vercingetòrix, pantomima gran espectacle, dona a la tarda inaugural el diumenge 13 de maig de 1900. Roda documentals pels Studios Éclair i el 1908 decideix portar a la pantalla les històries de Nick Carter de John Russel Coryell (1848-1924). L'èxit és immediat i segueix amb Les noves gestes de Nick Carter.
El 1909 realitza Doctor Phantom, a continuació Hérodiade. És la sèrie de les Zigomar de Léon Sazie que fa de Jasset, abans fins i tot que les Fantômas de Louis Feuillade, el mestre de la « sèrie policíaca » sobre gran pantalla. Adapta també novel·les històriques (Capitana Fracasse), roda drames socials (Rédemption), de les pel·lícules d'aventures (Tom Butler, Balaoo de després Gaston Leroux), i el 1912 una adaptació de les aventures de la banda de Bonnot titulada Bandits en automòbil. El seu estil fet d'una narració simple plena de ritme, una posada en escena fluid i un sentit agut del paisatge fan que certs historiadors del cinema el consideren com un precursor del realisme poètic.

## Filmografia
- La Esméralda (1905)
- La Vie du Christ (1906)
- Nick Carter, le roi des détectives (1908) (6 episodis)
- Riffle Bill, le roi de la prairie (1908) (5 episodis)
- Nouveaux exploits de Nick Carter (1909)
- La Fleur empoisonnée (1909)
- Journée de grève (1909)
- Docteur Phantom (1909) (6 episodis)
- Le Capitaine Fracasse (1909)
- Hérodiade (1910)
- Zigomar (1911)
- Au pays des ténèbres (1912)
- Le Cerceuil de verre (1912)
- Zigomar contre Nick Carter (1912)
- Les Batailles de la vie (1912)
- Tom Butler (1912)
- Zigomar peau d'anguille (1913)
- Balaoo (1913)
- Protéa (1913)